# Villogorgia glaesaria
Villogorgia glaesaria är en korallart som beskrevs av Manfred Grasshoff 1999. Villogorgia glaesaria ingår i släktet Villogorgia och familjen Plexauridae. Inga underarter finns listade i Catalogue of Life.